# 5553 Chodas
5553 Chodas eller 1984 CM1 är en asteroid i huvudbältet som upptäcktes den 6 februari 1984 av den amerikanske astronomen Edward L.G. Bowell vid Anderson Mesa Station. Den är uppkallad efter Michael S. W. Chodas.
Asteroiden har en diameter på ungefär 9 kilometer och den tillhör asteroidgruppen Chloris.